# Belagerung von Sarajevo

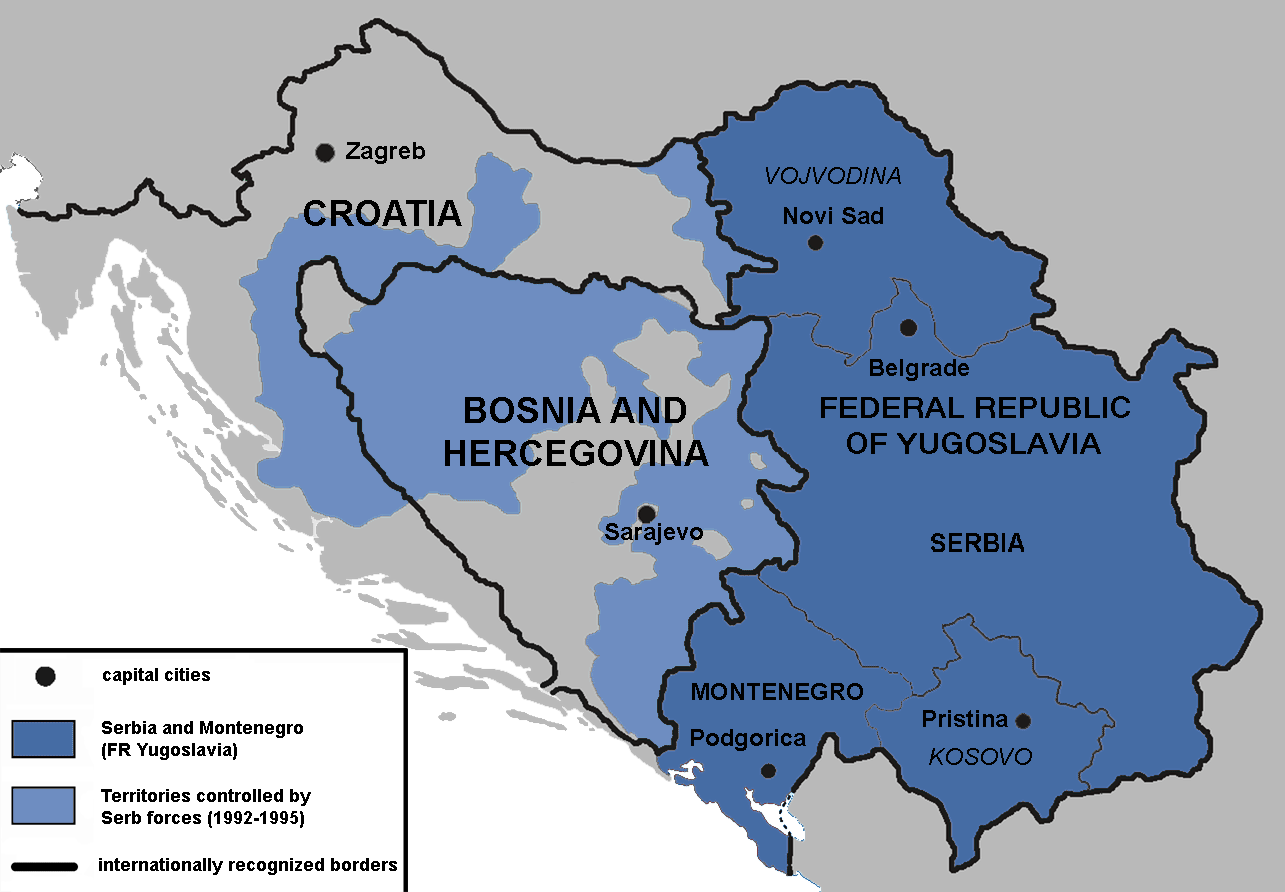
Serbisch kontrollierte Gebiete 1992 bis 1995

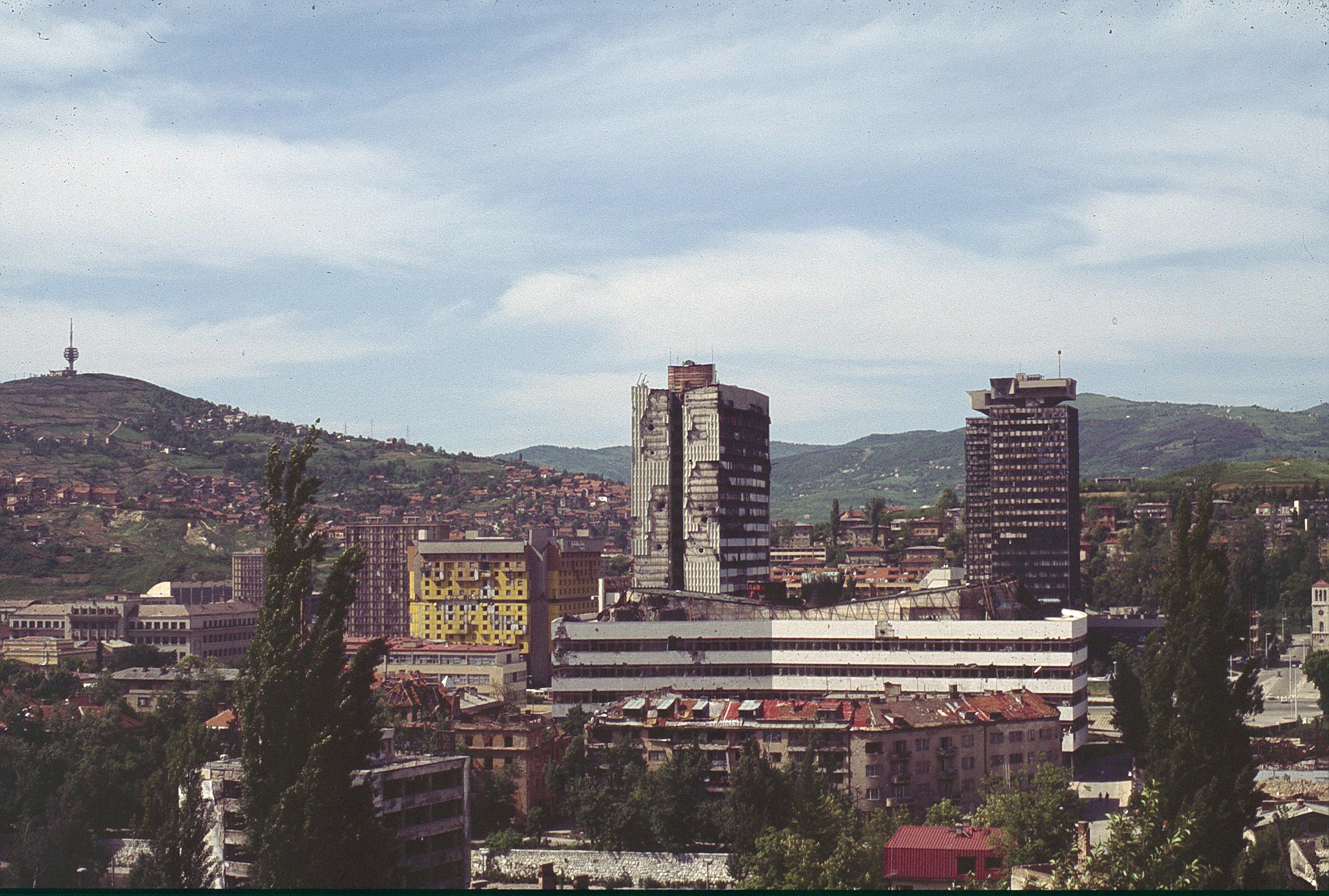
Blick auf die zerstörte Innenstadt mit Hotel Holiday-Inn, Parlament und UNIS-Türmen (1996)

Die Belagerung der Stadt Sarajevo durch die Armee der bosnischen Serben (VRS), Einheiten der verbliebenen jugoslawischen Bundesarmee und Paramilitärs war eines der zentralen Ereignisse im Bosnienkrieg. Sie folgte der Unabhängigkeitserklärung des Staates Bosnien und Herzegowina mit seiner Hauptstadt Sarajevo von Jugoslawien.
Sie begann mit der Einnahme des internationalen Flughafens im Vorort Ilidža durch die Jugoslawische Volksarmee in der Nacht vom 4. auf den 5. April 1992 und endete am 29. Februar 1996 durch das Eingreifen westlicher Staaten. Sie war mit 1.425 Tagen die längste Belagerung im 20. Jahrhundert. Die Luftbrücke, die zur Versorgung von Hunderttausenden eingeschlossenen Menschen aufrechterhalten wurde, dauerte länger als die Berliner Luftbrücke.
Während der Belagerung wurden nach Schätzungen etwa 11.000 Menschen (darunter 1.600 Kinder) getötet und 56.000 teilweise schwer verletzt.

## Verlauf

### Konfliktbeginn
Von serbischer Seite wird der 1. März 1992 oftmals als Beginn der Kämpfe in Sarajevo genannt. An diesem Tag schoss der bosnische Soldat Ramiz Delalić auf eine Hochzeitsgesellschaft im historischen Stadtteil Baščaršija, tötete den 55-jährigen Serben Nikola Gardović und verletzte einen Priester. Delalić wurde nach der Tat nicht verhaftet, sondern erhielt später den Oberbefehl über die 9. Brigade der bosnischen Armee. Erst im Jahre 2004 wurde er des Mordes angeklagt, jedoch kam es zu keinem Urteil, da Delalić am 27. Juni 2007 vor seiner Wohnung von unbekannten Tätern ermordet wurde.
Aus bosnischer Sicht ist es offiziell der 5. April 1992, an dem Heckenschützen aus dem Kovačići-Distrikt auf eine Demonstrantenmenge auf der Vrbanja-Brücke schossen und dabei die 25-jährige bosnisch-muslimische Medizinstudentin Suada Dilberović und die 34-jährige Kroatin Olga Sučić töteten. Die Brücke, auf der beide getötet wurden, trägt inzwischen ihre Namen. Die beiden Frauen waren mit anderen Demonstranten zu einer Friedensdemonstration auf dem Vorplatz des Parlaments unterwegs. Auf der Brücke starb noch ein weiterer Demonstrant, vier wurden verletzt. Kurz darauf (14:00 Uhr) eröffneten Scharfschützen aus dem oberhalb gelegenen Viertel Vraca das Feuer auf die westlich anschließende Brücke (heute Hamdije Čemerlića Brücke), wobei ein Zivilist so schwer verletzt wurde, dass er später im Krankenhaus verstarb. Die Demonstranten ließen sich dadurch nicht beirren, drangen in das Parlamentsgebäude ein und erklärten es zum „Offenen Volksparlament“. Im Laufe des Nachmittags strömten immer mehr Einwohner zur Friedensdemonstration und hielten das Parlament in der Nacht besetzt, weswegen Radovan Karadžić am 6. April die Sperrung einiger Stadtteile befahl. Als Karadžić Informationen erhielt, dass die versammelte Menge einen Friedensmarsch in den serbisch dominierten Stadtteil Vraca in Betracht zog, drohte er im Falle des Betretens „serbischen Territoriums“ mit weiterem Schusswaffengebrauch. Obwohl es zu dem Marsch nach Vraca nicht kam, eröffneten gegen 14 Uhr Scharfschützen aus dem gegenüber dem Parlament gelegenen Hotel Holiday Inn das Feuer auf die Friedensdemonstration und verletzten sieben Personen. Das Holiday Inn war zu diesem Zeitpunkt das Hauptquartier von Karadžićs Serbischer Demokratischer Partei. Als die bosnische Polizei damit begann, mehrere im Hotel angetroffene bewaffnete Serben festzunehmen, stürmten serbische Paramilitärs die Polizeiakademie der Stadt, nahmen mehrere Geiseln und erzwangen die Freilassung der mutmaßlichen Täter.
Bis Anfang April 1992 hatten Verbände der jugoslawischen Bundesarmee auf den Höhenzügen um die Stadt hunderte Artilleriegeschütze, Panzer und Mörser zusammengezogen. Im April 1992 forderte die bosnische Regierung den Rückzug dieser Truppen. Die Regierung Milošević sagte den Rückzug der nicht-bosnisch-herzegowinischen Kämpfer zu, einer eher unbedeutenden Zahl. Die bosnisch-serbischen Einheiten der jugoslawischen Bundesarmee wurden der Armee der Republika Srpska zugeschlagen, die ihre Unabhängigkeit von Bosnien und Herzegowina nur wenige Tage nach der Unabhängigkeitserklärung Bosnien und Herzegowinas ausgerufen hatte. Der kroatische Präsident Franjo Tuđman hingegen ließ weiterhin kroatische Verteidigungskräfte (Hrvatsko vijeće obrane) auf Seiten der bosnisch-herzegowinischen Kroaten stationieren.
Das 4. Korps der Bundesarmee, das sich in den umliegenden Hügeln der Stadt zusammengezogen hatte, wurde zum Sarajevo-Romanija Korps der Armee der Republika Srpska. Das Sarajevo-Romanija Korps übernahm sämtliche schweren Waffen des 4. Korps und wurde durch die Eingliederung von Paramilitärs aus serbisch kontrolliertem Gebiet wieder auf Sollstärke gebracht.
Zudem hatten Truppen der Bundesarmee in der Nacht vom 4. auf den 5. April 1992 den Internationalen Flughafen übernommen und ihn an die serbischen Truppen übergeben.
Somit war Sarajevo von serbischen Truppen eingeschlossen.

### Blockade und Belagerung der Stadt

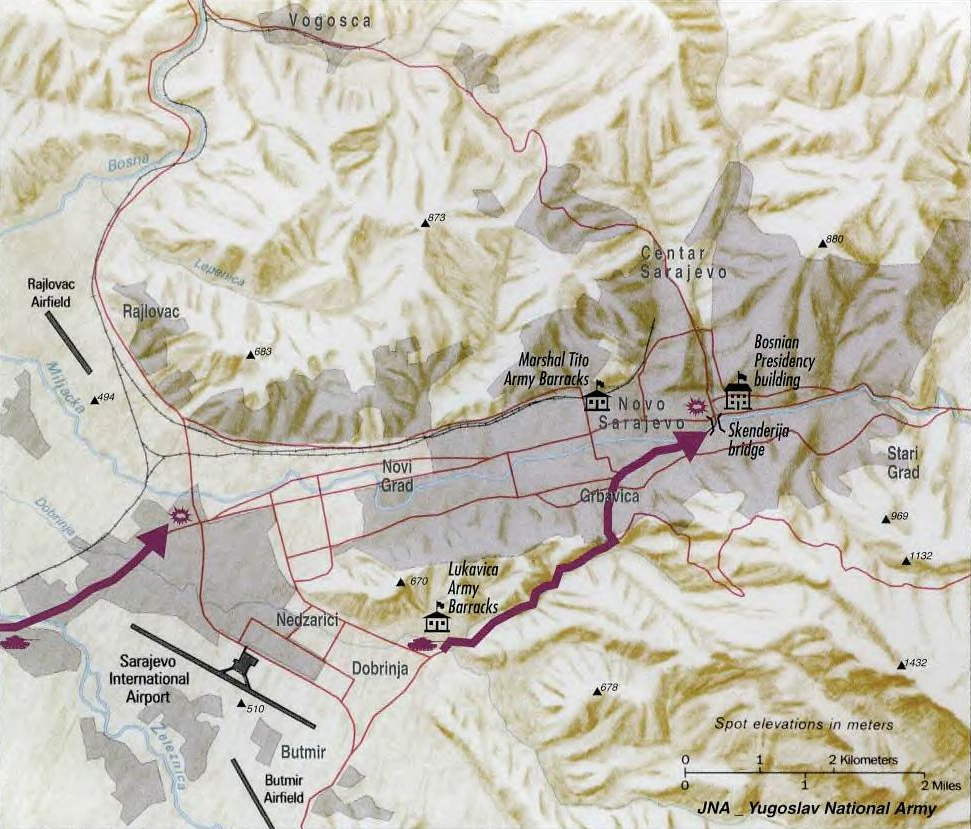
Karte der Angriffe vom 2. Mai 1992

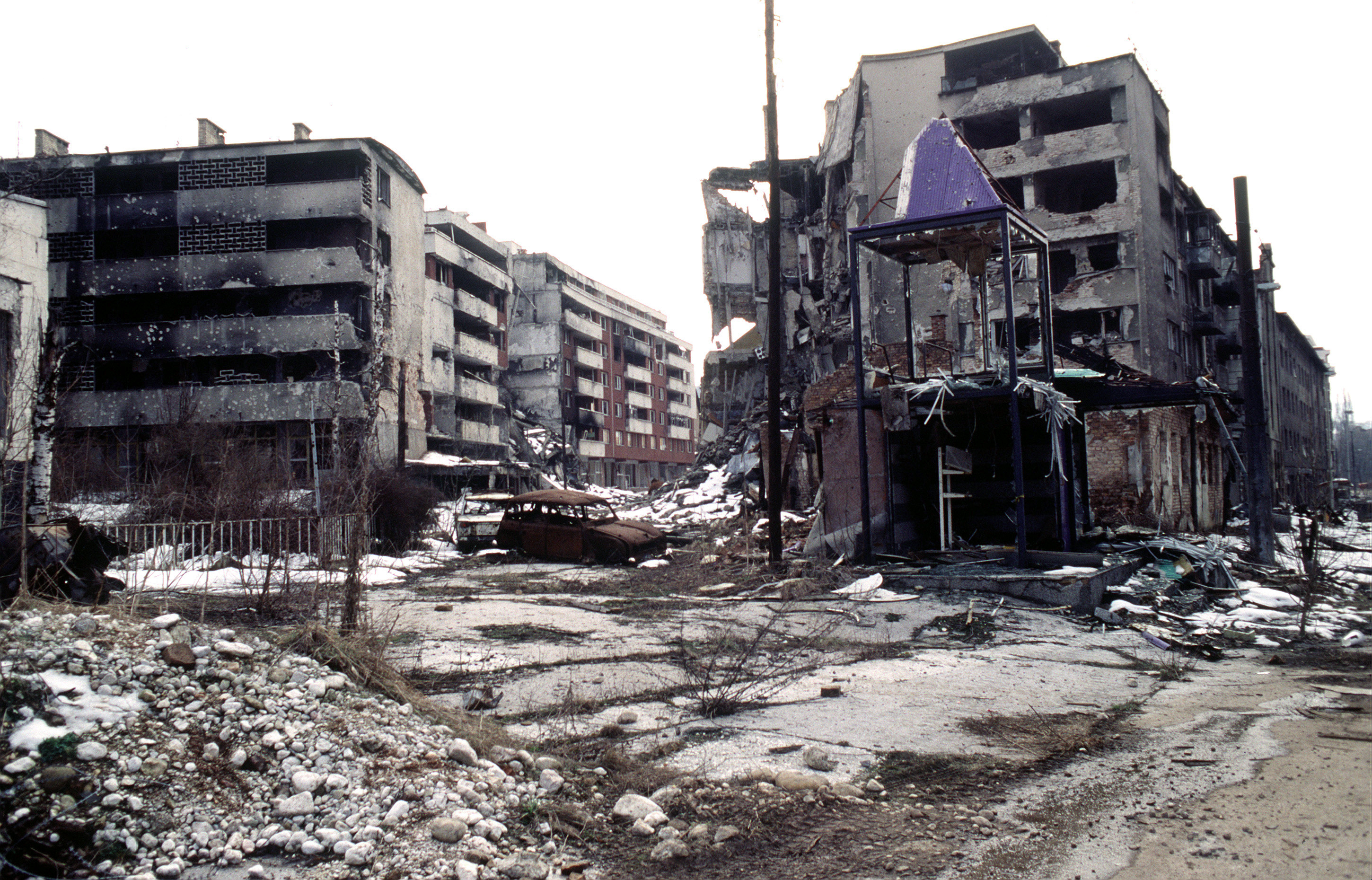
Der am stärksten zerstörte Stadtteil Grbavica

Am 2. Mai 1992 verhängten die bosnisch-serbischen Einheiten eine offizielle Blockade über den unter Kontrolle der Regierung stehenden Teil Sarajevos. Die Hauptausfallstraßen in die Innenstadt wurden gesperrt und eine Versorgung der Stadt damit unterbunden. Die Wasser- und Elektrizitätsversorgung wurde gekappt. An Bewaffnung und Zahl waren die serbischen Kämpfer rund um den von den Regierungstruppen kontrollierten Teil Sarajevos den Verteidigern weit überlegen. Dennoch wurde das Ziel, die Stadt zu erobern, nicht erreicht.
Das zweite Halbjahr 1992 und die erste Jahreshälfte 1993 bildeten den Höhepunkt der Belagerung Sarajevos. Es fanden heftige militärische Auseinandersetzungen statt. Unterdessen hatten einige serbische Einwohner der Stadt mit der offenen Unterstützung der Belagerer begonnen. Die wichtigsten Verteidigungsanlagen und Waffendepots der Stadt waren in serbischer Hand. Etliche Stadtviertel mit einem hohen serbischen Bevölkerungsanteil, wie Novo Sarajevo, wurden durch serbische Verbände eingenommen.
Zu dieser Zeit wurden viele Zivilgebäude angegriffen. Berichten zufolge waren im September 1993 35.000 Gebäude in ganz Sarajevo zerstört und nahezu alle restlichen mehr oder weniger beschädigt, darunter Krankenhäuser, Medien- und Nachrichtenzentren, Industrieanlagen, Regierungsgebäude, Kasernen und Stützpunkte der Vereinten Nationen. Zu den wichtigeren dieser Gebäude zählte der Präsidentensitz Bosnien-Herzegowinas und die Nationalbibliothek mit tausenden unersetzlichen Werken, die am 25. August 1992 nach gezieltem Beschuss niederbrannte.
Der Beschuss der Stadt kostete viele Menschenleben. Bei einzelnen Beschießungen wurden jeweils Dutzende getötet und Hunderte verletzt. Die Belagerer beklagten sich bei den UN-Behörden, dass sie von der Stadt aus beschossen worden seien und aus diesem Grunde das Feuer erwidert hätten.
Der 800 Meter lange Sarajevo-Tunnel wurde Mitte 1993 fertiggestellt. Er ermöglichte es Menschen (z. B. Verletzten), die eingeschlossene Stadt zu verlassen, sowie die Versorgung mit Lebensmitteln, Medikamenten und Waffen.

### Gefangennahme des Präsidenten und Angriff auf abziehende JNA-Truppe
Der bosnische Staatspräsident Alija Izetbegović befand sich am 2. Mai 1992 auf der Rückreise von Friedensgesprächen mit der Europäischen Gemeinschaft in Lissabon, als er zusammen mit seiner Tochter und seinem Leibwächter am Flughafen Sarajevo von bosnisch-serbischen Truppen gefangen genommen und in die Kaserne der Bundesarmee im serbisch besetzten Lukavica verbracht wurde. Der Befehl dazu war vom Kommandanten der Bundesarmee in Bosnien, General Milutin Kukanjac, erteilt worden, der sich zu diesem Zeitpunkt mit etwa 270 Mann im Hauptquartier der Bundesarmee im Stadtzentrum befand und von bosnischen Regierungstruppen belagert wurde.
In einem im Fernsehen übertragenen Telefongespräch zwischen General Kukanjac, Präsident Izetbegović und dem bosnischen Vizepräsidenten Ejup Ganić forderte General Kukanjac für sich und seine Männer einen freien Abzug aus Sarajevo unter UN-Schutz. Der Präsident werde bis dahin zu seiner eigenen Sicherheit festgehalten. Izetbegović beauftragte Ganić bis auf Weiteres mit den Regierungsgeschäften und gab sein Einverständnis für den Abzug des Generals. Der Abzug seiner Männer sollte zu späterem Zeitpunkt nachverhandelt werden. Ganić war völlig außer sich über die Gefangennahme des Präsidenten und forderte dessen sofortige Freilassung.
Mit Hilfe der UNO wurde am nächsten Morgen eine Vereinbarung getroffen; Präsident Izetbegović sollte in einem UN-Konvoi von der Kaserne in Lukavica durch das serbisch kontrollierte Gebiet und vorbei an den bosniakischen Truppen auf das Gelände des Armee-Hauptquartiers im Stadtzentrum gebracht werden, wo General Kukanjac zusteigen sollte. Der Präsident und der General sollten anschließend bis an die Frontlinie beim bosnischen Präsidium gebracht und dort von ihren eigenen Truppen in Empfang genommen werden.
Doch nachdem der UN-Konvoi im Armee-Hauptquartier eingetroffen war, forderte Kukanjac plötzlich den Abzug aller Soldaten des Hauptquartiers sowie die Mitnahme ihrer Ausrüstung, Waffen und Akten. UNO-Kommandant Lewis MacKenzie war jedoch nur auf den sicheren Transport einzelner Personen vorbereitet, weshalb vor Ort nachverhandelt wurde. Schließlich wurde vereinbart, dass die Soldaten der Bundesarmee in ihren Fahrzeugen den gepanzerten UN-Fahrzeugen folgen sollten. Izetbegović und der Kommandant der bosniakischen Streitkräfte Sefer Halilović, sagten ihren Schutz zu.
Doch schon kurz nach der Abfahrt wurde der Konvoi vollständig von bosniakischen Truppen umzingelt und zum Stehen gebracht. Die Kampftruppen (1. Korps) unter Jovan Divjak wussten angeblich aufgrund von Kommunikationsproblemen noch nichts von den Neuverhandlungen und weigerten sich, jene Personen abziehen zu lassen, die am Vortag den Angriff auf Sarajevo befohlen und geleitet hatten. Die bosnisch-serbischen Soldaten in ihren Fahrzeugen wurden gezwungen, ihre Waffen und Ausrüstungsgegenstände abzugeben, vereinzelt kam es zu tätlichen Übergriffen und Morden. Die bosniakischen Kommandeure vor Ort hatten Schwierigkeiten, die Übergriffe ihrer Männer zu unterbinden. Kommandant Divjak versuchte vor laufender Kamera etwa eine halbe Stunde lang per Funkgerät und Lautsprecher, die Übergriffe der bosniakischen Truppen zu stoppen und den Konvoi wieder in Bewegung zu setzen, was ihm schließlich auch gelang. Der Präsident und der General wurden daraufhin in Sicherheit gebracht und von ihren Truppen in Empfang genommen.

### Heckenschützen

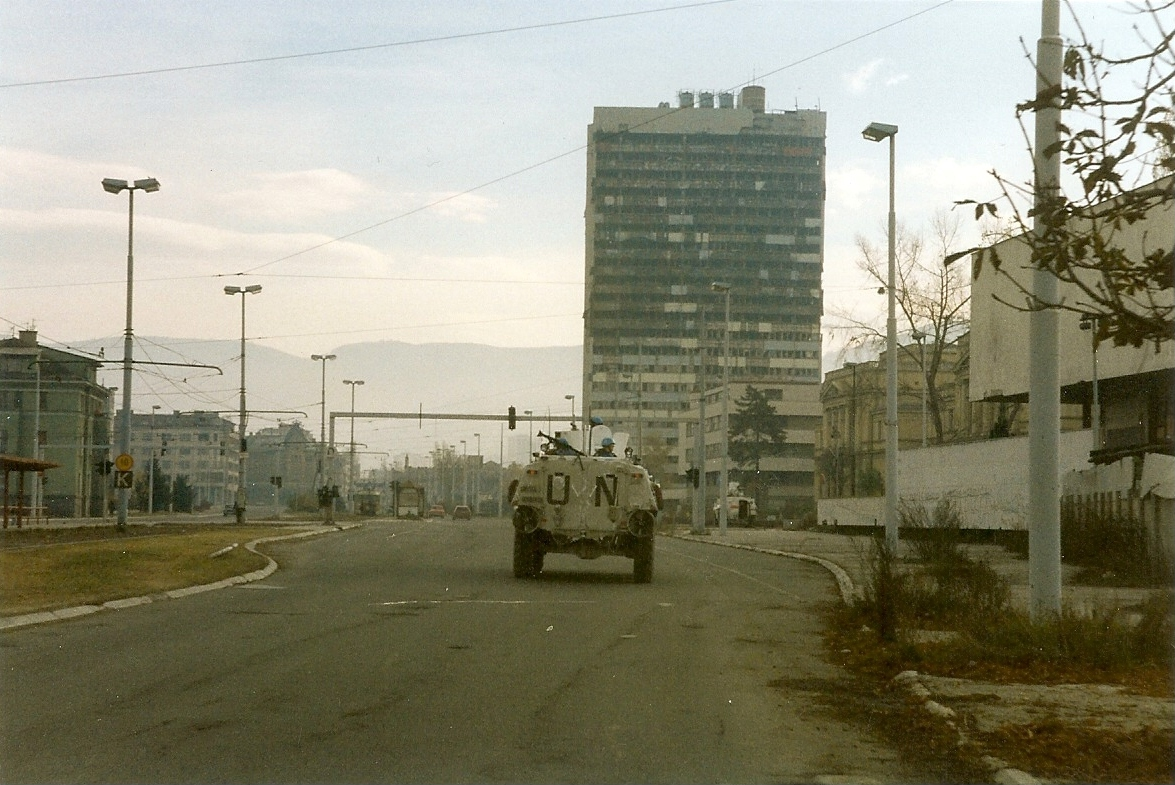
Norwegischer UN-Schützenpanzer im Dezember 1995 auf der Zmaja od Bosne („Sniper Alley“, Gebäudeecke ganz rechts das Historische Museum), im Hintergrund das ausgebrannte Parlamentsgebäude

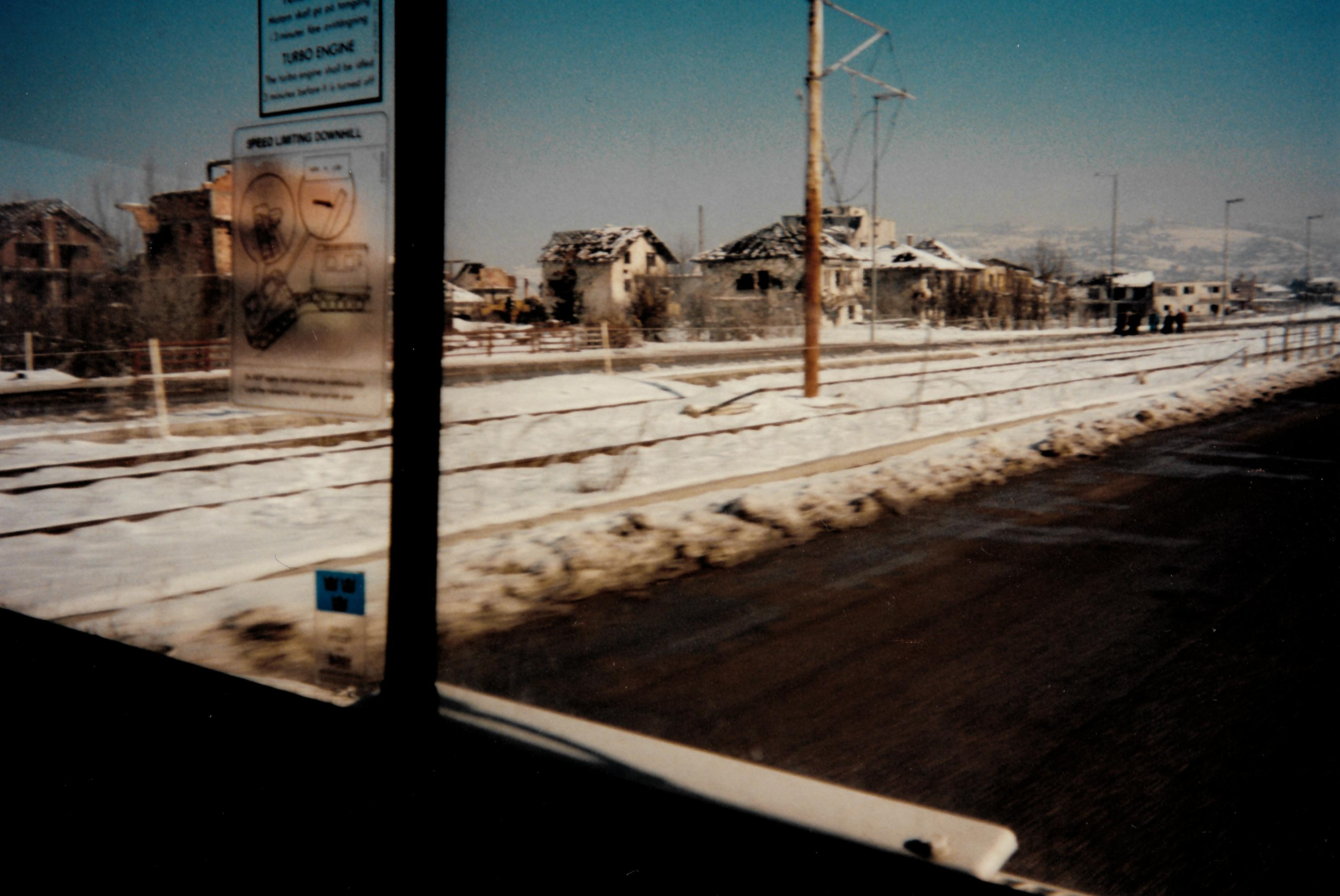
Sogenannte Sniper Alley in Sarajevo

In der belagerten Stadt agierten Heckenschützen. Diese postierten sich vorwiegend in den hohen Gebäuden an der breiten Hauptverkehrsstraße Zmaja od Bosne und schossen wahllos auf Fahrzeuge und Personen. Diese Straße wurde deshalb häufig „Sniper Alley“ (bosnisch: Snajperska aleja) genannt. Auch Berge in Stadtnähe wurden als Heckenschützen-Standorte genutzt. Schilder mit der Aufschrift Pazi – Snajper! (Vorsicht – Sniper!) waren verbreitet. An manchen Straßenstücken wurden Gegenstände (beispielsweise Container oder Bretterwände) platziert, in deren Sichtschutz man sich bewegen konnte.
Laut vom ICTY gesammelten Daten töteten die Sniper allein im Zeitraum zwischen dem 10. September 1992 und dem 10. August 1994 253 Zivilisten und 406 Soldaten. Unter den Getöteten befanden sich über 60 Kinder. Im selben Zeitraum wurden 1.296 Zivilisten und 1.815 Soldaten durch Schüsse der Sniper verletzt. Zu den Opfern zählten nicht nur einheimische Männer, Frauen und Kinder, sondern auch Journalisten, Angehörige von Hilfs- und Rettungsorganisationen sowie UN-Soldaten. Besonders der Bereich um das Hotel Holiday-Inn, das als Unterschlupf zahlreicher Kriegsberichterstatter und Journalisten galt, erhielt den Ruf einer „Todeszone“. Zwischen bosnisch (z. B. Dobrinja) und serbisch (z. B. Grbavica) besetzten Stadtteilen kam es zu Duellen von Heckenschützen, vereinzelt wurden Ziele auch von beiden Seiten beschossen. Die Bergung der Verwundeten und Toten nahm oftmals Stunden, in manchen Fällen auch Tage in Anspruch, da eintreffende Rettungsmannschaften ebenfalls unter Beschuss gerieten.
Die beiden Befehlshaber der bosnischen Serben (Stanislav Galić und Dragomir Milošević) wurden massiv beschuldigt, den Einsatz regulärer Scharfschützen der Armee gegen Zivilisten geplant und befohlen zu haben. Diese behaupteten jedoch, die Bosnier würden selbst Schüsse auf Landsleute abgeben, um die UN zu einem Eingreifen gegen die Serben zu bewegen. Der Internationale Strafgerichtshof für das ehemalige Jugoslawien räumte ein, dass bosnische Soldaten gelegentlich versucht haben könnten, internationale Sympathie dadurch zu gewinnen, dass sie selbst Schüsse aus dem Hinterhalt auf Landsleute abgaben und dafür die serbischen Angreifer verantwortlich machten. Die meisten der Angriffe wurden jedoch nachweislich von serbisch gehaltenen Positionen ausgeführt.

### Granatenbeschuss

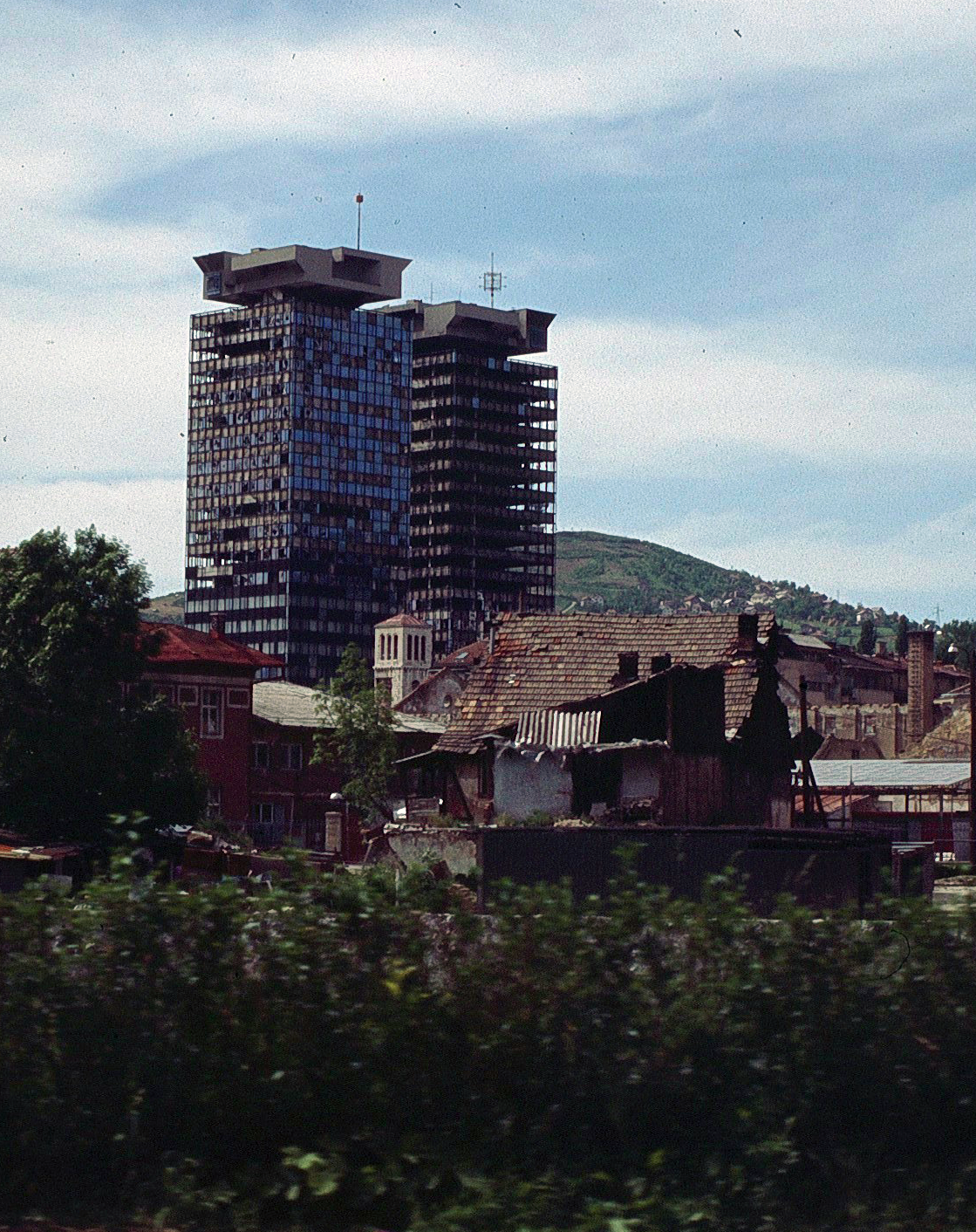
Blick auf die zerstörten UNIS-Türme im Stadtzentrum

Während der Belagerung schlugen täglich durchschnittlich 329 Granaten in Sarajevo ein. Der Höchstwert von 3.777 Granateneinschlägen wurde am 22. Juli 1993 verzeichnet. Der Beschuss richtete immensen Schaden an, insbesondere an zivilem und kulturellem Eigentum und Werten. Streitkräfte der bosnischen Serben und der bosnischen Armee bombardierten zivile Ziele der jeweils anderen Volksgruppe in Sarajevo, darunter auch Krankenhäuser, Märkte, Moscheen und Kirchen.
Am 27. Mai 1992 schlug eine Mörsergranate beim Markt in der Vase Miskina-Straße ein. Dabei kamen 22 Menschen ums Leben, rund 60 weitere wurden schwer verletzt. Der Angriff wurde als „Breadline Massacre“ bekannt, da ausschließlich Zivilisten betroffen waren, die auf die Verteilung von Brot warteten.
Am 1. Juni 1993 schlugen zwei 82-mm-Mörsergranaten in eine Gruppe von Fußball-Fans ein, die ein Spiel im Stadtteil Dobrinja verfolgten, töteten 15 Zuschauer und verletzten weitere 100. Am 12. Juli schlug eine weitere 82-mm-Mörsergranate im Stadtteil Dobrinja ein und tötete zwölf Menschen, die auf die Verteilung von Wasser warteten. 15 weitere Personen wurden verletzt.
Der verlustreichste Granateinschlag ereignete sich am 5. Februar 1994, als eine 120-mm-Mörsergranate auf dem überfüllten Markale-Marktplatz einschlug und 68 Menschen tötete sowie 144 verletzte. Am 28. August 1995 schlugen fünf weitere Mörsergranaten unter anderem auf die am Markt vorbeiführende Straße und töteten 37 Menschen, 90 weitere wurden verletzt (Markale-Massaker).

### Luftbrücke Falconara–Sarajevo
Mit einer internationalen Luftbrücke wurde ab dem 3. Juli 1992 die Versorgung von Hunderttausenden eingeschlossener Menschen begonnen. Die UNPROFOR hatte zuvor am 29. Juni 1992 die Kontrolle über den Flughafen übernommen. Die Luftbrücke Falconara–Sarajevo vom italienischen Flughafen Ancona aus bestand bis zum 9. Januar 1996. Vom 8. April bis zum 15. September 1995 waren die Flüge aus Sicherheitsgründen ausgesetzt worden. Von Juli 1992 bis zum 3. Januar 1995 hatten deutsche, französische, britische, US-amerikanische und kanadische Transportflugzeuge mit 11.312 Flügen fast 126.000 Tonnen Lebensmittel und 14.000 Tonnen medizinische Hilfsgüter nach Sarajevo gebracht. Außerdem transportierten sie Decken, Zelte, Abdeckfolien (als Ersatz für die überall zerstörten Fensterscheiben), Gas- und Wasserrohre.
Am 3. September 1992 wurde eine italienische Aeritalia G.222 etwa 35 Kilometer westlich von Sarajevo abgeschossen, wobei die vier Besatzungsmitglieder getötet wurden. Die Maschine befand sich im Landeanflug auf die Stadt und wurde vermutlich von einer Flugabwehrrakete getroffen. Im Gebiet tobten zum Zeitpunkt des Abschusses Gefechte zwischen kroatischen und serbischen Truppen. Italien stellte daraufhin Hilfsflüge nach Sarajevo ein.
Auch die deutsche Bundeswehr setzte Transportmaschinen vom Typ C-160 Transall ein, die 1.412 Einsätze flogen, um etwa 10.800 Tonnen Hilfsgüter zu transportieren und 3.875 Personen zu befördern. Am 6. Februar 1993 wurde eine Transall des Lufttransportgeschwaders 62 beim Landeanflug beschossen und ein Besatzungsmitglied schwer verwundet. Während der Hilfsflüge entstand auch das später als Sarajevolandung bezeichnete Landemanöver von Transall-Maschinen: Aus 6.000 Metern Höhe flogen die Transall sehr steil den Flughafen von Sarajevo an. Erst kurz vor dem Erdboden fing der Pilot die Maschine ab und setzte auf die Landebahn auf. Dies hatte den Vorteil, möglichst lange außerhalb der Reichweite von Handfeuerwaffen zu sein.
Am 4. Januar 1996 flog eine Transall der deutschen Luftwaffe den letzten Hilfsflug.

### Eingreifen der NATO

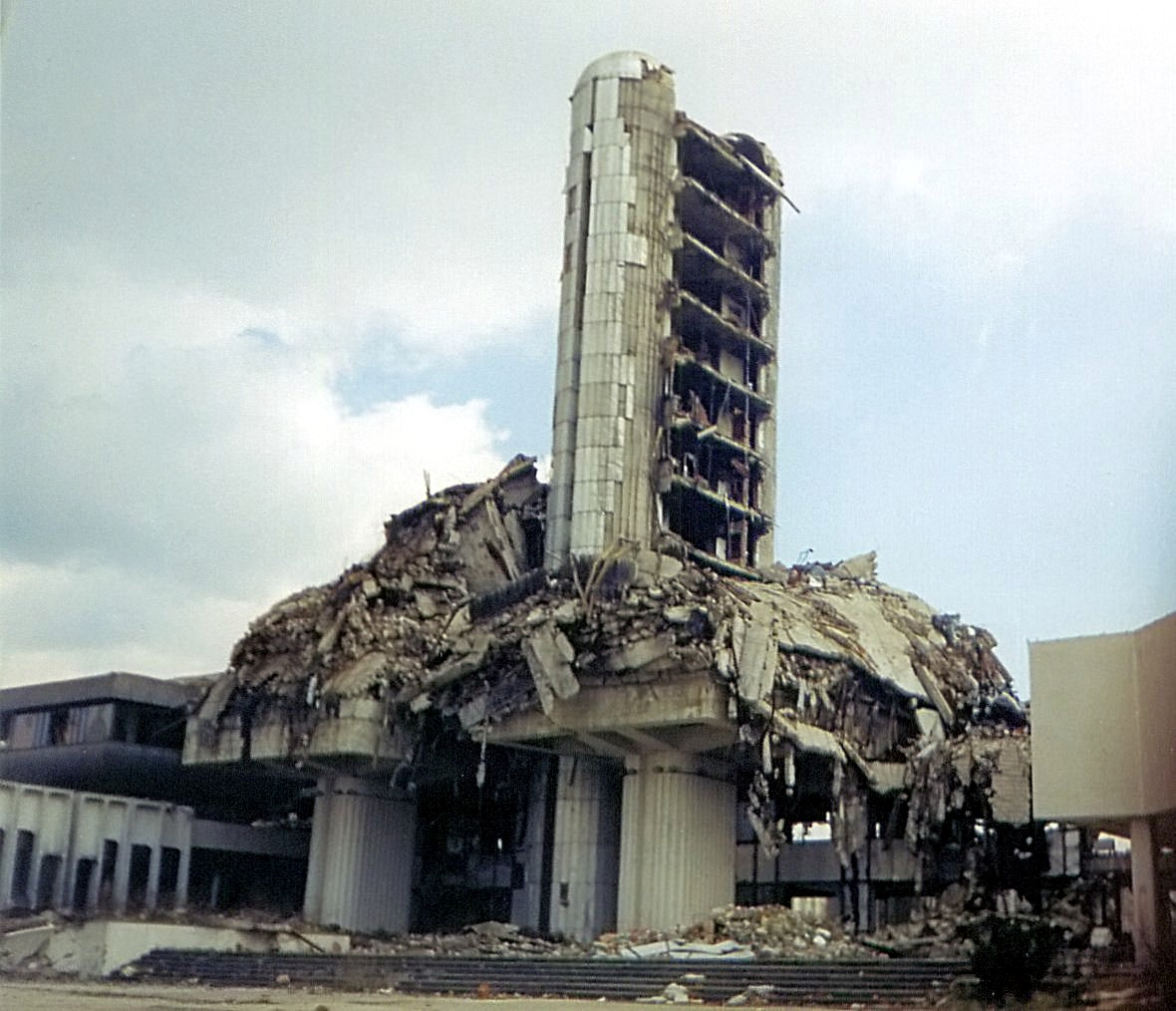
Zerstörtes Medienzentrum (Die Ruine diente einige Jahre als Denkmal)

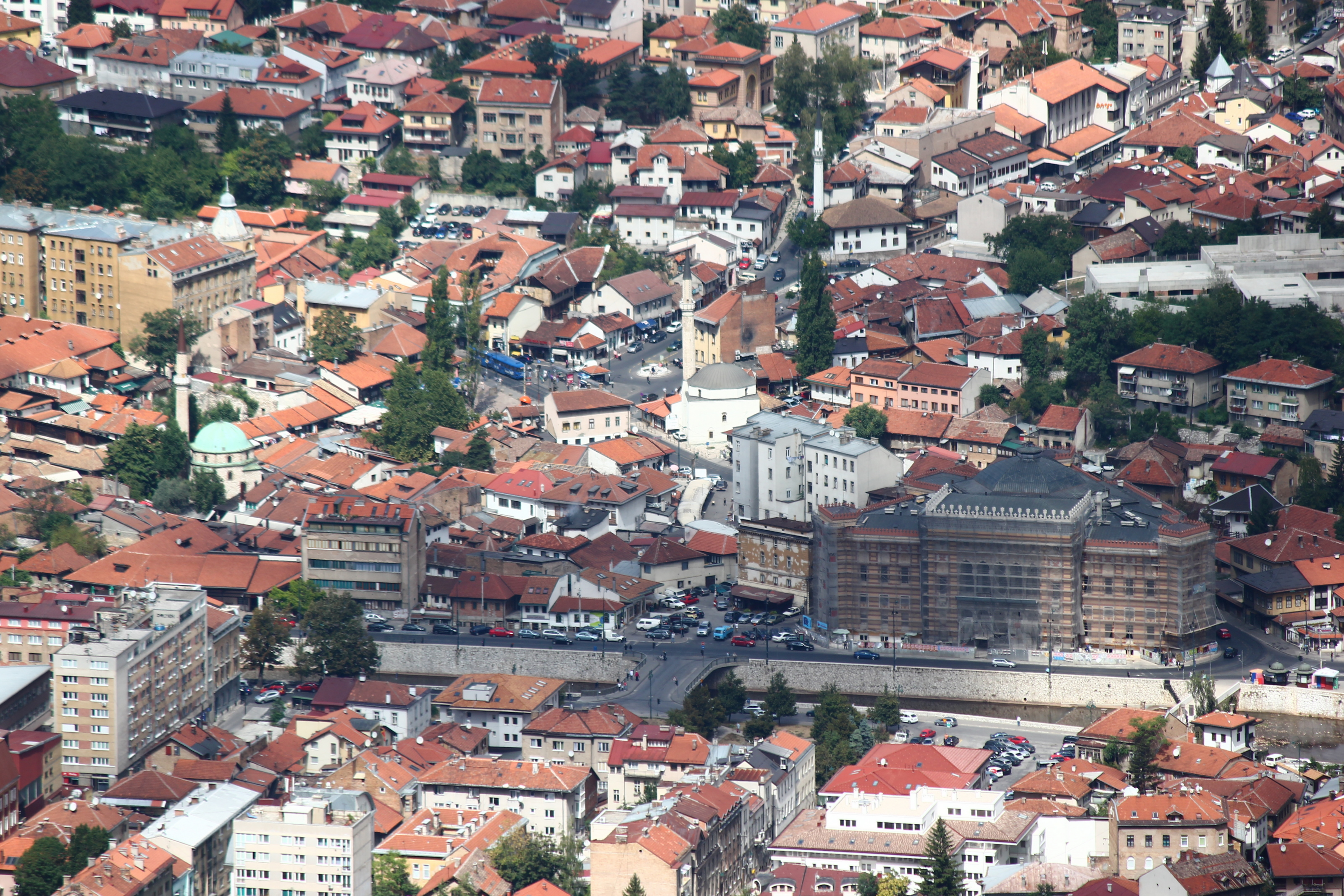
Blick von einer ehemaligen VRS-Stellung am Trebević in die Baščaršija in der Altstadt von Sarajevo; Straßenbahnen, Autos und Passanten sind deutlich zu erkennen

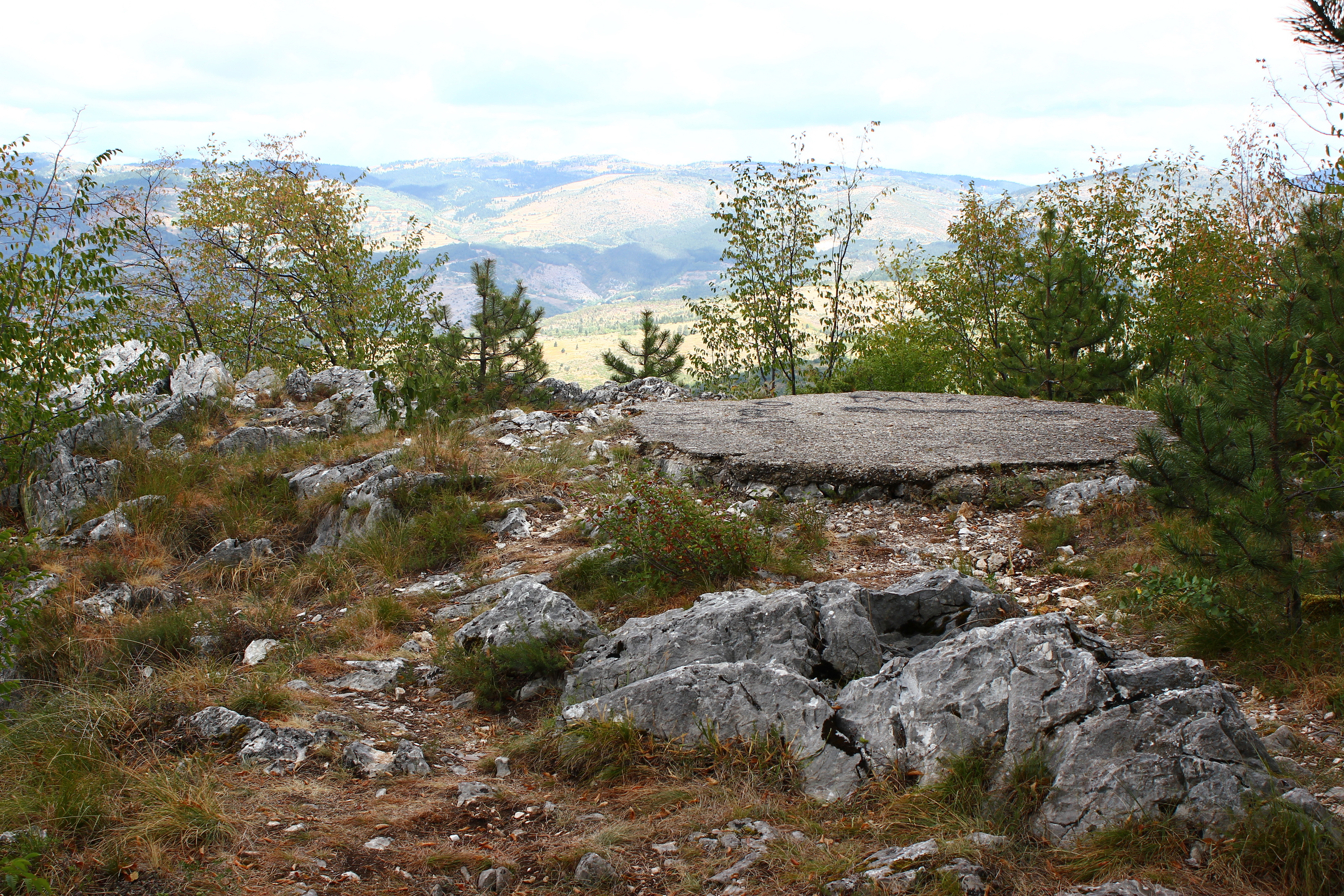
Überreste einer Stellung der VRS mit Blick auf das Stadtgebiet (2012)

Am 6. Mai 1993 beschloss der Sicherheitsrat der Vereinten Nationen, die von bosnisch-serbischen Truppen belagerten Städte Bihać, Goražde, Sarajevo, Tuzla und Žepa zu UN-Schutzzonen zu erklären. Von allen Kriegsparteien wurde gefordert, die bewaffneten Angriffe und feindseligen Akte in diesen Gebieten einzustellen und die Schutzzonen als sichere Gebiete zu betrachten. Für die Sicherung der Schutzzonen wurde die im Februar 1992 beschlossene United Nations Protection Force (UNPROFOR) eingesetzt, die sich zum größten Teil aus Franzosen und Briten sowie kleineren Kontingenten aus etwa 20 weiteren Staaten zusammensetzten. 
Während der Belagerung gehörten zu den Aufgaben der UNPROFOR neben der Aufrechterhaltung der Luftbrücke über den Flughafen und der Versorgung der Bevölkerung mit Hilfsgütern, auch weitere Maßnahmen zum Schutz der Zivilbevölkerung in der Stadt. Gepanzerte Fahrzeuge halfen Fußgängern bei der Passage gefährlicher Scharfschützengassen. Weiterhin wurden Barrikaden zum Schutz vor Heckenschützen errichtet, indem Straßenbahnen in Position gefahren beziehungsweise Container, Bretterwände, Lkws oder zerstörte Fahrzeuge in Stellung gebracht wurden. UN-Fahrzeuge waren eine der wenigen Transportmöglichkeiten in der Stadt. Weiterhin wurden Elektroleitungen repariert und Müll beseitigt.
Für die UNPROFOR gab es ab Juni 1993 auf Basis der Sicherheitsratsresolution 836 zwei Möglichkeiten, auf Angriffe und Bedrohungen mit NATO-Luftschlägen zu reagieren. Die erste war die Luftnahunterstützung. Diese konnte angefordert werden, wenn ein UN-Ziel einem direkten Angriff ausgesetzt werden sollte. Dabei musste verifizierbar sein, welches Geschütz gefeuert hatte. Man benötigte im Allgemeinen ein zweifelsfrei identifiziertes „rauchendes Kanonenrohr“ (attack of smoking guns). Die Luftnahunterstützung erwies sich jedoch bald als nahezu nutzlos, da die Kommandokette viel zu lang war und die Belagerer taktische Abwehrmaßnahmen entwickelten. So musste ein Ansuchen von sechs führenden Personen in drei Ländern genehmigt werden, ehe ein Forward Air Controller (FAC) das identifizierte Ziel mit einem Laser markieren durfte. Die durchschnittliche Zeitspanne zwischen Hilfeansuchen und Angriffsgenehmigung betrug dabei etwa zwölf Stunden. Die Serben hatten somit mehr als genug Zeit, nach einem Angriff ihre Streitkräfte umzugruppieren und den Panzer oder das Geschütz, das gefeuert hatte, aus der Sichtweite der NATO zu bringen.
Die zweite Variante waren die Luftangriffe. Im Unterschied zur Luftnahunterstützung beschränkten sich die Luftangriffe nicht auf ein bestimmtes Ziel, sondern ermöglichten Angriffe auf die Gesamtheit einer Militärmaschinerie. Dazu zählten beispielsweise Militärfahrzeuge und Truppen ebenso wie Kasernen, Brücken, Nachschubwege, Munitions- und Treibstofflager. Jedoch waren diese Luftangriffe nur zur Abschreckung und als letztes Mittel vorgesehen, um nicht eine Eskalation des Konflikts herbeizuführen. Vor allem wurde mit Racheakten gegen die zahlenmäßig und waffentechnisch unterlegenen UN-Soldaten gerechnet. Diese Zurückhaltung bestärkte die Belagerer jedoch in ihrem offensiven Vorgehen.
Im August 1992 standen die serbischen Truppen kurz vor der vollständigen Einnahme des südlich von Sarajevo gelegenen Berges Igman, über den die einzige noch von bosniakischen Truppen kontrollierte Straße in die Hauptstadt verlief. Erst als die USA mit Luftangriffen drohten, zogen sich die serbischen Truppen wieder zurück. Als zeitweise einzige Lebensader der Stadt blieb die von UN-Truppen überwachte Straße über den Berg ein Dorn im Auge der Serben.

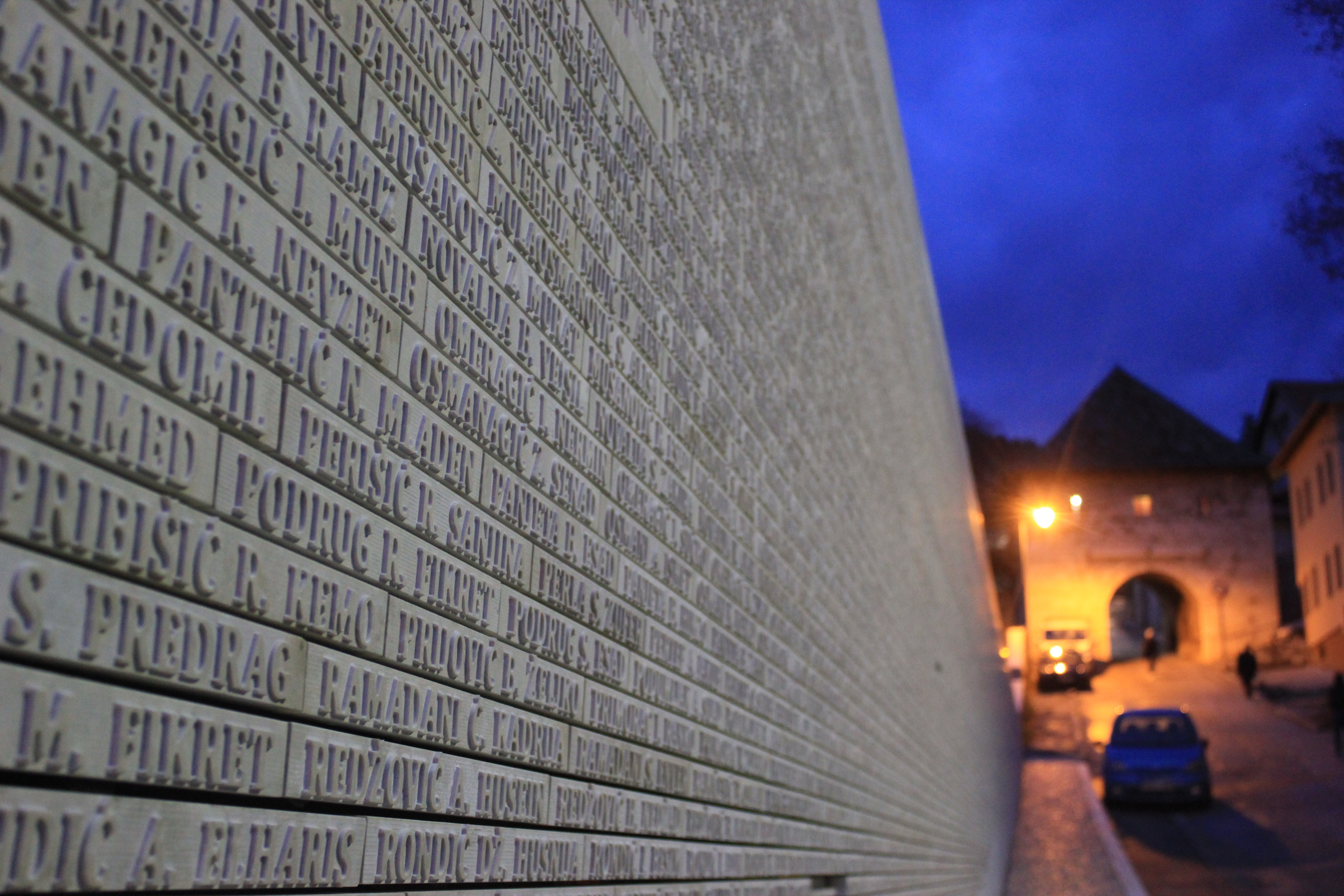
Denkmal für die Opfer der Belagerung am Kovači-Friedhof in der Sarajevoer Altstadt

Am 5. Februar 1994 kam es im Stadtzentrum von Sarajevo zum berüchtigten Markale-Massaker. Eine Mörsergranate war bei der Stadtmarkthalle Markale detoniert und hatte 68 Menschen getötet sowie 144 weitere verletzt. Aufgrund dieses Massakers, für das sich Serben und Bosniaken gegenseitig beschuldigten, folgte vier Tage später ein Ultimatum des UN-Sicherheitsrates, alle schweren Waffen innerhalb von zehn Tagen aus einem Umkreis von 20 Kilometern um das Stadtzentrum Sarajevos abzuziehen oder unter UN-Aufsicht zu stellen, was anfangs von den Serben auch respektiert wurde.
Am 5. August 1994 entwendeten serbische Truppen trotz der Androhung von NATO-Luftschlägen schwere Waffen aus einem UN-Depot in Ilidža innerhalb der Ausschlusszone. Daraufhin kam es zum ersten Luftangriff der NATO im Raum Sarajevo; zwei US-amerikanische Kampfflugzeuge zerstörten einen serbischen Jagdpanzer, woraufhin die Waffen zurückgegeben wurden. Am 22. September 1994 jedoch missachteten die Serben erneut die Ausschlusszone, entwendeten Panzer aus UN-Depots und beschossen einschreitende NATO-Truppen. Nach der Androhung von Luftangriffen zogen sich die Serben wieder zurück. Auch weiterhin kam es zu vereinzeltem Eindringen serbischer Panzer, Geschütze und Mörser, die das Feuer auf Ziele in der Stadt eröffneten und sich anschließend wieder aus der Verbotszone zurückzogen. Diese Angriffe blieben für die Serben nahezu ohne Folgen.
Am 7. Mai 1995 wurde aus der Verbotszone heraus der Butmir-Ausgang des Sarajevo-Tunnels beschossen, wobei zehn Zivilisten getötet wurden. Daraufhin schickte der bosnische Präsident Alija Izetbegović eine Protestnote an den UN-Generalsekretär, erinnerte an die bestehenden Resolutionen sowie die zahlreichen Angriffe der Serben von innerhalb der Verbotszone, die ungesühnt blieben, und nannte das Nichteingreifen der UN eine Schande. Am nächsten Tag forderte General Rupert Smith als Vergeltung für den Angriff des Vortages Luftangriffe auf einen schweren Mörser, einen Mehrfachraketenwerfer und einen Kommandobunker der Serben, erhielt dafür jedoch keine Freigabe. Am 22. Mai 1995 transportieren serbische Truppen erneut schwere Waffen aus einem Waffendepot der UN ab. Am 25. Mai – nachdem ein Ultimatum zur Rückgabe der schweren Waffen durch die Serben ignoriert worden war – verfügte Smith einen Luftangriff auf zwei serbische Munitionslager bei Pale, der noch am selben Tag durchgeführt wurde. Die serbische Antwort fiel härter als erwartet aus; UN-Soldaten wurden von Serben als Geiseln genommen und Trommelfeuer auf die UN-Schutzzonen im ganzen Land begannen. Allein bei einem einzigen Granattreffer in Tuzla kamen 71 Zivilisten ums Leben und 173 wurden verletzt. 53 der Getöteten waren jünger als 25 Jahre. Nach dem Beschuss von Tuzla flog die NATO einen erneuten Luftangriff auf Munitionslager, Luftabwehrstellungen und Kommunikationseinrichtungen bei Pale. Die Serben nahmen daraufhin 370 UN-Soldaten als Geiseln und ketteten sie an strategisch wichtigen Positionen an, um damit weitere Luftangriffe zu unterbinden. Bei einer Fortführung von Luftangriffen wurde offen mit der Ermordung der UN-Truppen gedroht.
Der erste Staat, der entschiedener gegen die bosnischen Serben vorging, war Frankreich, das nach der Gefangennahme französischer UN-Soldaten um sein Ansehen fürchtete. Ein weiterer Schlag ins Gesicht war dabei der 25. Mai 1995, als serbische Truppen kampflos den UN-Posten an der strategisch wichtigen Vrbanja-Brücke im Stadtzentrum eroberten und zwölf französische UN-Soldaten gefangen nahmen. Die Serben hatten dafür zuvor erbeutete französische Uniformen und Fahrzeuge verwendet, um die Franzosen zu täuschen. Noch am selben Tag starteten die Franzosen einen Gegenangriff über die Brücke und eroberten den Posten nach einem langen Gefecht zurück, wobei vier serbische Soldaten getötet und vier weitere gefangen genommen wurden. Die Franzosen hatten zwei Gefallene und 17 Verwundete zu beklagen. Am 24. August 1995 kam es zu einem serbischen Trommelfeuer auf die Stadt, bei dem 49 Zivilisten getötet oder verletzt und sechs UN-Soldaten schwer verwundet wurden. Daraufhin schossen französische UN-Truppen erstmals mit schwerer Artillerie auf die durch Radar ermittelte serbische Feuerstellung.
Am 28. August 1995 feuerten serbische Truppen fünf Mörsergranaten aus der Schutzzone heraus auf den Markale-Markt, wobei 37 Zivilpersonen getötet und 90 verletzt wurden. Nun beschloss die NATO, mit mehr Härte gegen die Serben vorzugehen und startete zwei Tage später die Operation Deliberate Force, bei der in den Hügeln und Bergen um Sarajevo zahlreiche serbische Ziele bombardiert wurden. Am 30. August gelang den Serben der Abschuss eines französischen Kampfflugzeuges vom Typ Mirage 2000, dessen Piloten beide mit dem Schleudersitz ausstiegen und von den Serben gefangen genommen wurden. Daraufhin bombardierten die Franzosen Pale. Bis zum 21. September 1995 wurden serbische Führungsstrukturen, Munitionsdepots, Kasernen, strategisch wichtige Brücken und Luftabwehrstellungen ausgeschaltet.
Strom- und Wasserversorgung konnten im bosniakischen Teil der Stadt wiederhergestellt werden. Im Oktober 1995 wurde zunächst ein Waffenstillstand vereinbart und später der Dayton-Vertrag unterzeichnet.
Auch wenn daraufhin eine Periode der Stabilität und Normalität folgte, erklärte die bosnisch-herzegowinische Regierung erst am 29. Februar 1996 die Belagerung Sarajevos für offiziell beendet.